# 罗伯特·博世
罗伯特·博世（Robert Bosch，1861年9月23日—1942年3月12日），德国企业家，工业时代的先驱者之一，罗伯特·博世有限公司的创始人。

## 經歷

### 童年和事业初期
1861年9月23日，罗伯特·博世出生在德国乌尔姆的一个小村庄，他是父母12个子女中的第11个。父母在当地农民中属于上层阶级，父亲是共济会的成员，倾注了很大精力让子女获得良好的教育。1869年到1876年罗伯特·博世在乌尔姆上中学，学习机械，其后又分别在德国的不同企业、美国爱迪生手下和西门子在英国的分公司工作了7年。

### 创立公司

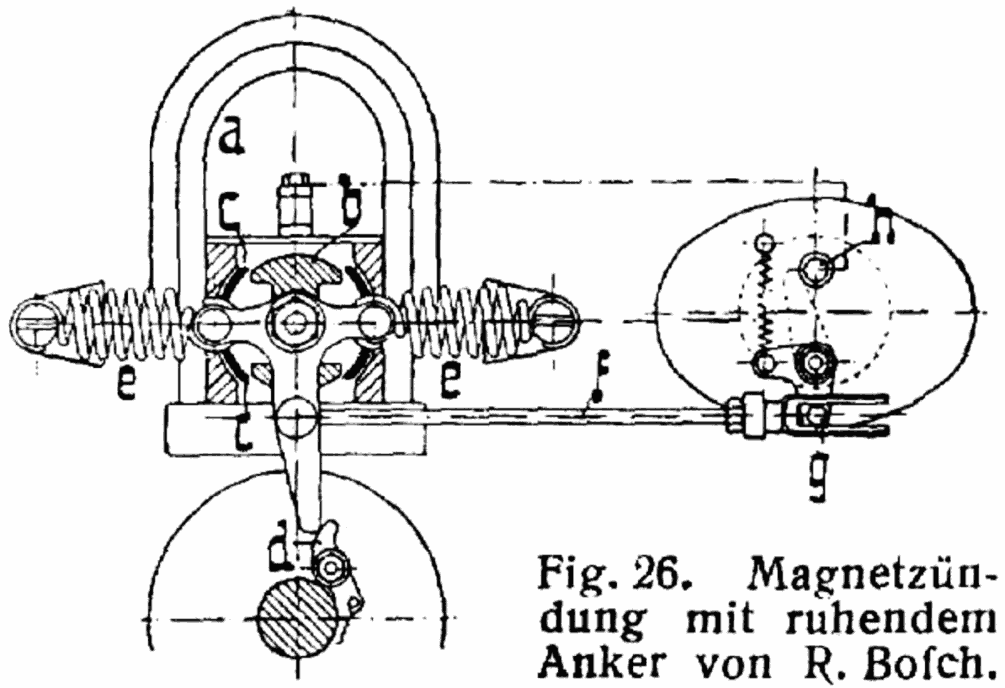
罗伯特·博世发明的火花塞。

1886年11月15日，罗伯特·博世在德国斯图加特创办了“精密机械和电气工程车间”。1887年他在这家工厂里，对道依茨机械设备公司尚没有申请专利的内燃机火花塞设备做了突破性的改进，获得了他事业上的第一次成功。这种火花塞用来产生电火花，引燃内燃机中的混合气体。1897年，罗伯特·博世第一次成功把这种火花塞安装在一个汽车发动机上，就此解决了内燃机点火系统这个在当时被奔驰汽车公司创始人卡尔·本茨称为“难题中的难题”。
直到1902年，罗伯特·博世的第一位工程师戈特罗布·霍诺尔德（Gottlob Honold，1876年8月26日—1923年3月17日）发明了磁发电机，其中的高压电磁线圈所贮存的磁能在火花塞产生电火花点火系统，才真正使得快速运转的汽油发动机成为可能，罗伯特·博世就此注册了他最成功的专利之一。这项发明成为罗伯特·博世事业发展的里程碑，从此这家德国的小车间开始走上了向世界知名跨国企业发展的辉煌道路。这个磁电机的图形也成为博世公司的标志。图形的外圆表示磁电机的永磁铁，它与引擎曲轴同步运转；圆圈内的图形代表磁电机的线圈——它是固定不动的。

### 公司发展
19世纪和20世纪之交，罗伯特·博世将他的公司业务扩展到了国外，首先是1898年的英国，接着是欧洲各国，1906年在美国开设了第一家办事处，1910年美国的第一家工厂开业，到了1913年，公司业务已遍及了美洲、亚洲、非洲和澳大利亚，公司盈利的88%来自德国以外。第一次世界大战后，罗伯特·博世将他对汽车的革新迅速推出市场，1927年发明了柴油机喷油泵。在20世纪20年代末的全球经济危机压力下，罗伯特·博世在他的公司内首先发起了现代化生产流程和多种化经营，短短几年内，公司从手工生产的汽车零件供应商发展成为国际性的电子设备集团。

### 回报社会
作为成功企业家的罗伯特·博世有很强烈的社会责任意识，从博世公司创建之初开始，他就很重视对员工的培训，1906年他的公司成为德国第一批实行8小时工作制的企业，这也给他带来了“红色博世”的美誉。第一次世界大战时，罗伯特·博世未曾在军备订单上赚一分钱，相反却捐献了数百万马克给公众事业。1940年他在斯图加特又捐资建造了一所医院，1969年改建后的该医院以他的名字命名为“罗伯特·博世医院”。
20世纪20年代和30年代，罗伯特·博世也参与了社会政治活动，作为一个自由企业家加入了许多经济组织，他投入了巨大的精力和财力，致力于德国和法国之间的经济交流，他希望借此实现欧洲的持久和平和无关税壁垒的欧洲贸易。
可惜德国纳粹的掌权使得罗伯特·博世的努力很快化为乌有，博世公司不得不接受军备订单并强迫员工劳动，但同时罗伯特·博世又资助反抗希特勒的运动，并救助他的犹太人员工和其他被纳粹德国追捕的人免于被放逐。

### 逝世

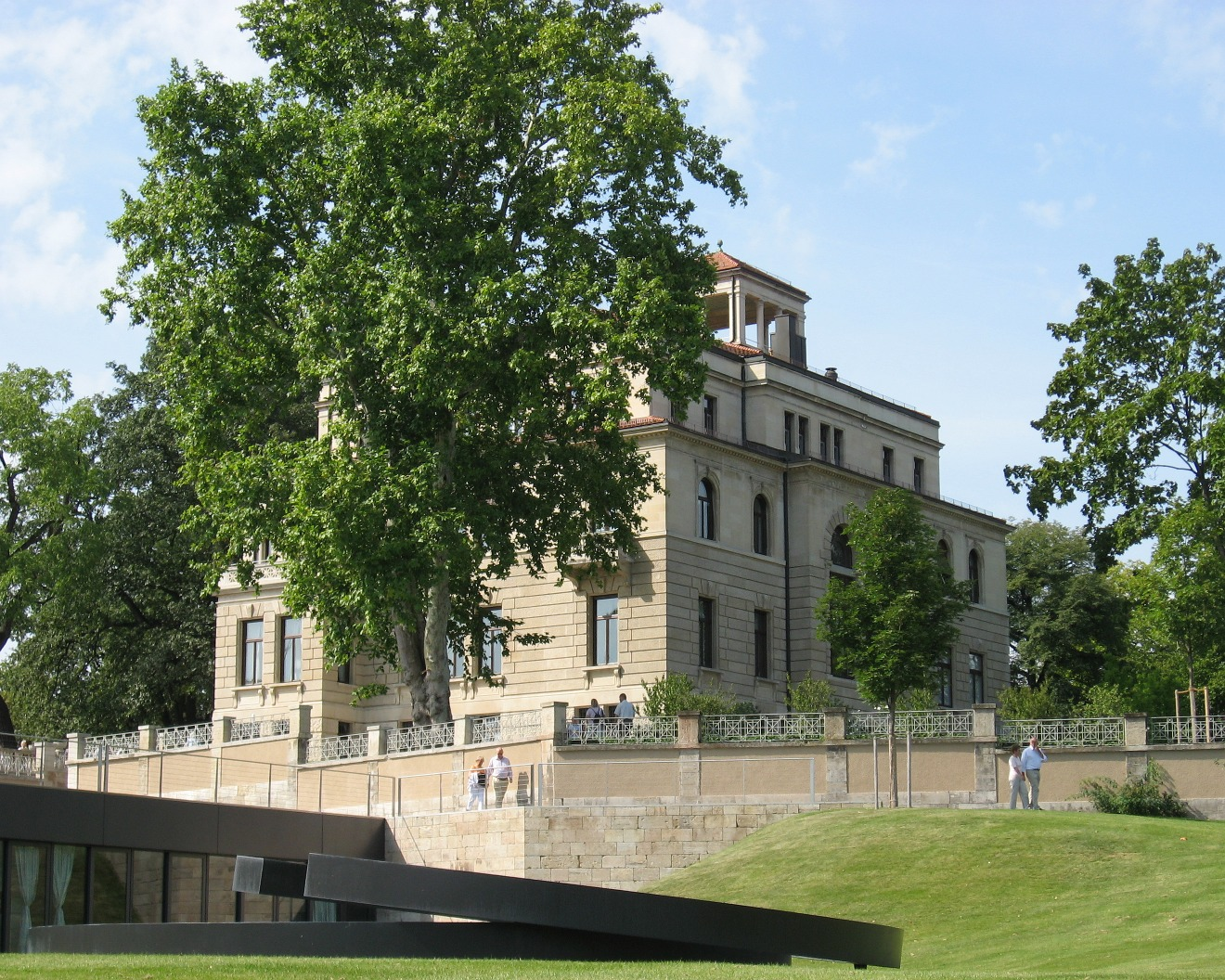
1910年罗伯特·博世在斯图加特建造的别墅。

- 1937年罗伯特·博世将它的公司改制为有限公司，即罗伯特·博世有限公司，并且立下遗嘱规定公司的盈利必须回馈给公众和慈善事业，他还在遗嘱中设计和起草了公司章程。
- 1942年3月12日，罗伯特·博世在斯图加特去世。
- 1964年，他的继任者根据他的遗愿，修订和实施这部章程并一直沿用至今，同年还成立了非盈利性的博世资产管理有限公司，它在1969年改制成为“罗伯特·博世基金”。

## 语录
- “努力保证产品的品质和信誉是我的原则，因为诚实守信所带来的长远利益远比眼前的利润更有价值。”（1918年）[1]
- “我最不能忍受的是在我的产品中发现任何瑕疵，所以我总是努力制造出在各方面都经得起最严格检验的最出色的博世产品。”（1918年）[2]
- “我的目标，不仅在于救助他人，更希望能让人们在道德、体质和智力等各方面都得到提高。”（1935年）[3]
- “我们的产品、服务，事实上整个企业的精神理念都应该符合公众的利益。”[4]

## 资料来源
1. 1 2  .   [2007-03-29]. （原始内容存档于2013-05-14）.
2. ↑  .   [2007-03-29]. （原始内容存档于2013-05-14）.
3. ↑  .   [2007-03-29]. （原始内容存档于2013-05-31）.
4. ↑  .   [2007-03-29]. （原始内容存档于2012-06-29）.